# A Basilisk – Kóga Ninpó Csó epizódjainak listája
Ez a lista a Basilisk – Kóga Ninpó Csó című animesorozat epizódjainak felsorolását tartalmazza.
| EP# | Nyelv       | Cím                                               | Első vetítés    | Prod. kód |
| --- | ----------- | ------------------------------------------------- | --------------- | --------- |
| 1 | HUN · Japán | Kölcsönös Ellentétek Szósi Szószacu (相思相殺)    | – 2005. 04. 12. | –         |
| Keicsó 19. éve, 1614., Szunpu Kastély. A visszavonult sógun, Tokugava Iejaszu, két sinobi, a kógai Kazamacsi Sógen és az igai Jasamaru harci bemutatóját követően úgy dönt, hogy a következő sógun kilétét e két klán közötti élet-halál harc fogja eldönteni. Ennek érdekében felbontja a falvak között évtizedekkel ezelőtt, az első Hattori Hanzó által megköttetett megnemtámadási szerződést. Ezt követően utasítja a két vezetőt, Kóga Dandzsót és Ogent, hogy gyűjtsék össze, magukat is beleértve, falujuk 10-10 legerősebb harcosát. Amennyiben az Iga klán győz, úgy az idősebb, de kevésbé rátermett Takecsijo lesz a következő sógun, ha pedig a Kógák élik túl a küzdelmet, akkor a fiatalabb, de jóval értelmesebb Kunicsijo lesz az örökös. Miután Sógen és Jasamaru elindulnak faluikba, hogy mihamarabb közölhessék a hírt az otthon maradtakkal, Dandzsó és Ogen elszomorodnak a gondolatra, hogy unokáik szerelme mégsem teljesülhet be. Visszaemlékeznek a saját fiatalkorukra, mikor, a jelenhez hasonlóan, az egymás iránt érzett szeretetüket megkeserítette a két klán között kiújuló viszály. Újra a jelenben a két vezető egymásra támad, majd mindketten halálos sebet ejtenek a másikon, hogy végül egymás karjaiban érje őket a halál. Kógai halottak: Kóga Dandzsó. Igai halottak: Ogen. |             |                                                   |                 |           |
| 2 | HUN · Japán | Sietős Találkozó Taidó Niba (胎動弐場)            | – 2005. 04. 19. | –         |
| A két klán vezetőinek unokái, Kóga Gennoszuke és Oboro találkoznak egy hegyen. Oboro aggodalmát fejezi ki amiatt, hogy nagyszüleiket sürgősen Szunpuba rendelték, de Gennoszuke igyekszik megnyugtatni a fiatal lányt. Eközben Udono Dzsószuke, a Kóga klánból, az erdőben sétálva megpillantja Ogen sólymát, amint épp Igába tart a tekerccsel. A hirtelen megjelenő Azuki Rószai ugyan visszakéri Dzsószukétól a tekercset, de az "játékos" ninpó-versenyre hívja ki a vén igait. Rószai elveszíti a türelmét, és dühében rögtön beveti különleges képességét, melynek segítségével végtagjait tetszés szerint nyújthatja. Megpróbálja egy rúgással eltörni Dzsószuke nyakát, ám kiderül, hogy ellenfelének teste szinte gumi puhaságú, így túléli a csapást. A harc tovább folytatódik, majd Dzsószuke elmenekül. Eközben Sógen egyre közeledik a faluhoz, ahol a jövendőmondó Dzsimusi Dzsúbei épp megérzi, hogy vezetőjük, Dandzsó és Sógen csillaga baljós előjeleket mutat. Az éjszakát a hegyen töltő Gennoszuke és Oboro hazafelé sétálnak, amikor igai nindzsák egy csoportjába botlanak, majd nem sokkal később a még mindig csatázó Dzsószuke és Rószai is keresztezik útjukat. Gennoszuke utasítására Dzsószuke visszaadja a tekercset, aminek tartalmát elolvasva az öt igai nindzsa úgy dönt, hogy falujukba csalják a két kógait. Ennek érdekében azt hazudják mind nekik, mind Oboronak, hogy a két vezető Edoba ment megünnepelni a klánok közti békét, majd hárman, az igai kunoicsivel, Akeginuvel együtt Iga felé indulnak. |             |                                                   |                 |           |
| 3 | HUN · Japán | Kegyetlen Balszerencse Kjócsú Muzan (凶蟲無惨)    | – 2005. 04. 26. | –         |
| A hat hátramaradt igai, Jakusidzsi Tenzen, Csikuma Kosiró, Amajo Dzsingoró, Hotarubi, Mino Nenki és Rószai úgy döntenek, hogy Sógent még hazaérkezése előtt meg kell ölni. Tenzen hazaküldi Dzsingorót, hogy felügyeljen a kógaiakra, de meghagyja neki, hogy ne emeljen rá kezet, ugyanis az ő képességét még nem ismerik. Az úton az öt nindzsa megtámadja Dzsúbei gyaloghintóját, majd mikor látják, hogy a kógainak nincsenek végtagjai, Tenzen előreküldi a többieket, ő maga pedig hátramarad kikérdezni és megölni a férfit. Ám Dzsúbei a nyelve segítségével kiránt egy tőrt, amit a torkában rejtett el, és megöli Tenzent, majd a ruhájára varrt, pikkelyszerű lemezekkel kígyó módjára elsiklik. A négy igai éjjel rajtaüt Sógenen, aki először csapdába ejti Nenkit, Rószait és Kosirót, ám a szabadon maradt Hotarubi nindzsaképességével pillangók százait hívja össze, amik elterelik Sógen figyelmét. Ekkor Nenki, a haját kézként használva, leszúrja a kógait, aki utolsó erejével eldobja a tekercset, melyet az egyik bokorban rejtőző Dzsúbei kap el. Az igaiak üldözőbe veszik, de nem tudnak lépést tartani annak gyorsaságával. Egy tisztásra érve azonban szembetalálja magát a korábban leszúrt Tenzennel, aki ezúttal, ismervén ellenfele titkos fegyverét, nem marad alul a harcban. Eközben Gennoszuke, Oboro, és kísérőik megérkeznek Igába. Kógai halottak: Kazamacsi Sógen, Dzsimusi Dzsúbei. |             |                                                   |                 |           |
| 4 | HUN · Japán | Csábító Éjszaka Jókaku Jakó (妖郭夜行)            | – 2005. 05. 03. | –         |
| TARTALOM |             |                                                   |                 |           |
| 5 | HUN · Japán | A Nindzsák Hat Tanítása Nindzsa Rokugi (忍者六儀) | – 2005. 05. 10. | –         |
| TARTALOM |             |                                                   |                 |           |
| 6 | HUN · Japán | Könnyes Vágyódás Kórui Renbo (降涙恋慕)           | – 2005. 05. 17. | –         |
| TARTALOM |             |                                                   |                 |           |
| 7 | HUN · Japán | A Bőr Pokla Hitohada Dzsigoku (人肌地獄)          | – 2005. 05. 24. | –         |
| TARTALOM |             |                                                   |                 |           |
| 8 | HUN · Japán | Könyörtelen Vérköd Csikemuri Mudzsó (血煙無情)    | – 2005. 05. 31. | –         |
| TARTALOM |             |                                                   |                 |           |
| 9 | HUN · Japán | Gyászos Eső Aizecu Rinu (哀絶霖雨)                | – 2005. 06. 07. | –         |
| TARTALOM |             |                                                   |                 |           |
| 10 | HUN · Japán | Isteni Parancs Sinszo Godzsó (神祖御諚)           | – 2005. 06. 14. | –         |
| TARTALOM |             |                                                   |                 |           |
| 11 | HUN · Japán | Hátrahagyott Kövek Szekireki Mukoku (石礫無告)    | – 2005. 06. 21. | –         |
| TARTALOM |             |                                                   |                 |           |
| 12 | HUN · Japán | Emlékek Cuiszó Gentó (追想幻燈)                   | – 2005. 06. 28. | –         |
| TARTALOM |             |                                                   |                 |           |
| 13 | HUN · Japán | Pillangók Tánca Kocsó Ranbu (胡蝶乱舞)            | – 2005. 07. 05. | –         |
| TARTALOM |             |                                                   |                 |           |
| 14 | HUN · Japán | Tengerbe Hulló Virág Szange Kaikjó (散花海峡)     | – 2005. 07. 12. | –         |
| TARTALOM |             |                                                   |                 |           |
| 15 | HUN · Japán | Hullám Börtön Ható Gokumon (波涛獄門)             | – 2005. 07. 19. | –         |
| TARTALOM |             |                                                   |                 |           |
| 16 | HUN · Japán | Halovány Ihlet Kaihó Tanga (懐抱淡画)             | – 2005. 07. 26. | –         |
| TARTALOM |             |                                                   |                 |           |
| 17 | HUN · Japán | Kóbor Sötétség Konmei Rubó (昏冥流亡)             | – 2005. 08. 02. | –         |
| TARTALOM |             |                                                   |                 |           |
| 18 | HUN · Japán | Világtalan Hajnal Mumjó Fucugjó (無明払暁)        | – 2005. 08. 09. | –         |
| TARTALOM |             |                                                   |                 |           |
| 19 | HUN · Japán | Női Összeesküvés Módzso Kanbó (猛女姦謀)          | – 2005. 08. 16. | –         |
| TARTALOM |             |                                                   |                 |           |
| 20 | HUN · Japán | Jólelkű Folyam Dzsindzsi Rjúrjú (仁慈流々)        | – 2005. 08. 23. | –         |
| TARTALOM |             |                                                   |                 |           |
| 21 | HUN · Japán | Halálos Hőség Miszacu Kageró (魅殺陽炎)           | – 2005. 08. 30. | –         |
| TARTALOM |             |                                                   |                 |           |
| 22 | HUN · Japán | Hátborzongató Sikoly Kikoku Súsú (鬼哭啾々)       | – 2005. 09. 06. | –         |
| TARTALOM |             |                                                   |                 |           |
| 23 | HUN · Japán | Éteri Buborék Mugen Hójó (夢幻泡影)               | – 2005. 09. 13. | –         |
| TARTALOM |             |                                                   |                 |           |
| 24 | HUN · Japán | Találkozás a Másvilágban Raisze Kaikó (来世邂逅)  | – 2005. 09. 20. | –         |
| TARTALOM |             |                                                   |                 |           |